# Mörttjärnen (Husby socken, Dalarna)
Mörttjärnen är en sjö i Hedemora kommun i Dalarna och ingår i Dalälvens huvudavrinningsområde.